# Sendero Pembrokeshire

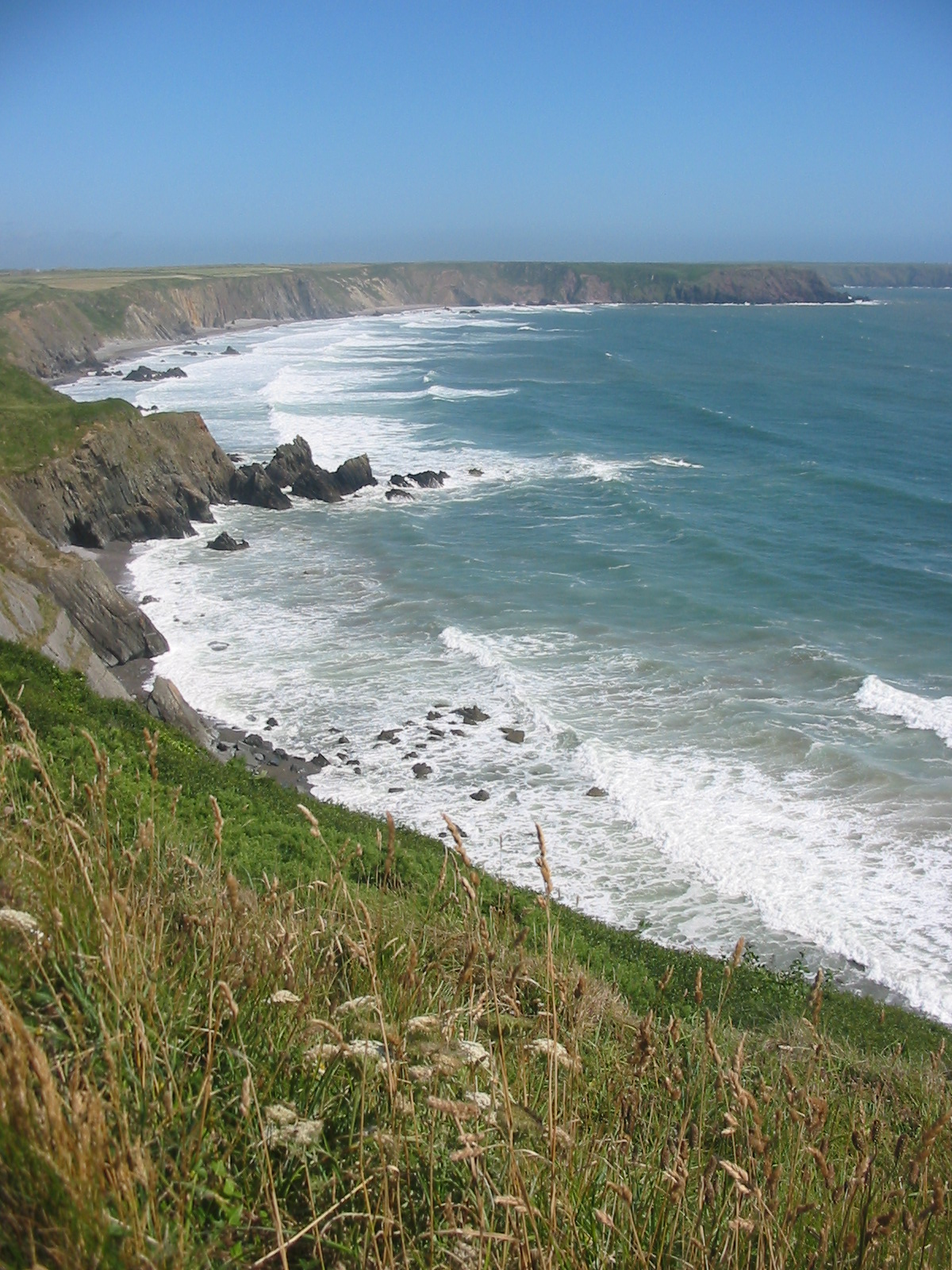
Vista del sendero de Pembrokeshire en la península de Marloes

El sendero de Pembrokeshire (en galés: Llwybr Arfordir Sir Benfro), también conocido como el camino costero de Pembrokeshire, es un Recorrido Nacional ubicado en Pembrokeshire, en el suroeste de Gales, Reino Unido. El sendero se inauguró en 1970 y tiene una longitud de 299 km de largo, en su mayor parte sobre la cima de un acantilado, con un total de 11 000 m de ascenso y descenso. Su punto más alto es Pen yr afr con una altura de 175 m y su punto más bajo es el cruce Sandy Haven. De media, está a tan sólo 2 m sobre el nivel del mar. No obstante, en la mayoría de la línea de costa en el oeste ofrece, en diferentes puntos, vistas de la costa en todas las direcciones posibles.
El extremo sur de la ruta se encuentra en Amroth, Pembrokeshire. El extremo norte se considera comúnmente que se encuentra en Poppit Sands, cerca de St. Dogmaels, Pembrokeshire, donde la placa oficial fue localizada originalmente pero el camino continúa ahora hasta St. Dogmaels, donde un nuevo marcador se dio a conocer en julio de 2009. Aquí se encuentran los enlaces con la ruta de la costa de Ceredigion, que continúa hacia el norte.
El sendero de Pembrokeshire forma parte del sendero de la costa de Gales, durante 1400 km de largo trayecto recorrido a pie por toda la costa de Gales, desde Chepstow hasta Queensferry, que fue inaugurado oficialmente en 2012.

## Descripción

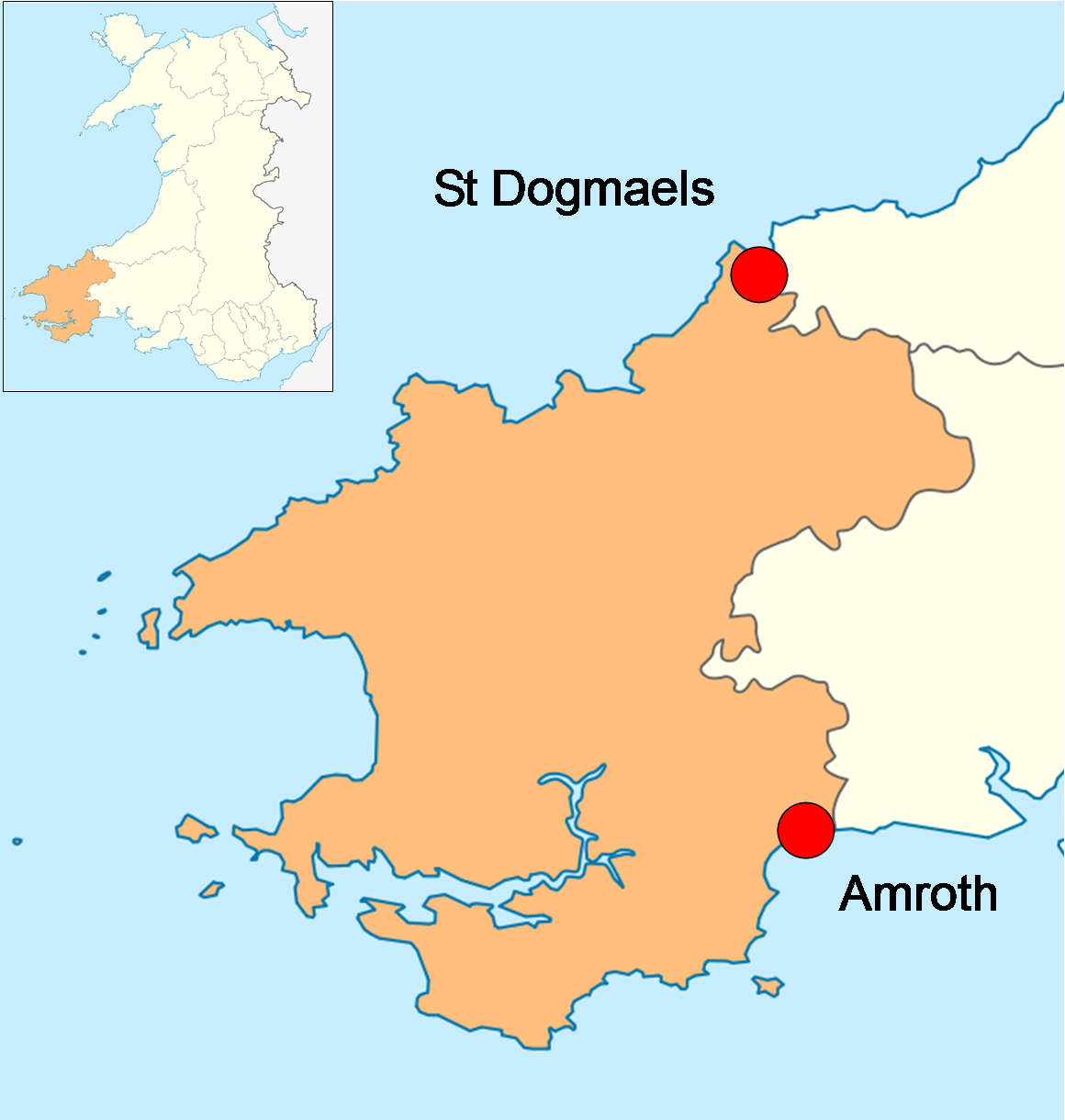
Mapa de Pembrokeshire que muestra la costa y los puntos de inicio y final del sendero

El sendero de Pembrokeshire se encuentra casi en su totalidad dentro del Parque Nacional de Pembrokeshire, el único parque nacional costero de Gran Bretaña. A lo largo de su longitud, cubre una amplia gama de paisajes marítimos, de acantilados de piedra caliza escarpada y empinados promontorios de origen volcánico de piedra arenisca roja, inundado de valles glaciares, estuarios y playas sinuosas. En total, el camino pasa por 58 playas y 14 puertos.
En la medida de lo posible, el trazado discurre cerca del borde del acantilado y de la costa pero no es posible en todo momento, en algunos tramos la costa apenas se divisa y el camino se puede desviar hacia zonas industriales o militares. Estas desviaciones, sin embargo, son breves.
El camino no es agotador pero hay altibajos constantes a lo largo del recorrido con secciones estrechas. En su totalidad, el sendero representa un considerable desafío físico. Sus 11 000 m de ascenso y descenso pueden llegara a ser equivalentes a una escalada en el Everest. Hay dos cruces en bajamar, en Dale y Sandy Haven, que requieren largos rodeos si no coincide con la hora adecuada.
Hay un gran número de pueblos costeros a lo largo de la ruta como Tenby, St. Davids, Solva y Newport, y el caminante puede optar por recorrer partes más largas de la pista donde puede encontrar suficientes tiendas y cámpines a lo largo del camino. Aun así, puede ser necesario llevar alimentos y agua durante un par de días en uno o dos lugares. También hay una serie de pequeños hoteles y albergues por el camino. También hay cabañas de alquiler, a menudo construidos en estilos tradicionales.
Para la gran mayoría de los caminantes, la ruta de ronda pasa por secciones más cortas y el Parque Nacional de Pembrokeshire enumera alrededor de 130 caminatas circulares cortas en su web. El acceso a la ruta costera se puede realizar en autobús o en automóvil y existen varias zonas de aparcamientos. Por toda la costa se presta servicio de autobús que funcionan sobre toda la longitud del trayecto. Estos incluyen el Puffin Shuttle, el Coastal Cruiser, el Celtic Coaster, St David's Peninsula Shuttle Service, el Strumble Shuttle y el Poppit Rocket.
Desde la construcción del puente de Cleddau a través de Milford Haven Waterway es posible caminar todo el recorrido de la ruta sin interrupción. El camino, sin embargo, no es continuo, ya que no se designa a través de zonas urbanizadas en la parte sur, como el Milford Haven, Pembroke Dock, Tenby y Saundersfoot.

## Geología
Todas las rocas subyacentes en la superficie son de más de 300 millones de años pero la línea costera, como se ve hoy en día, ha sido muy sometida a los efectos de la acción del viento y marítima y, en algunos lugares, a los acontecimientos que se produjeron durante la Edad de Hielo.
Las rocas ígneas más antiguas y granitos volcánciso precámbricos afloran en Ramsey y en el extremo sur de la península. Tras el cámbrico la sedimentación produjo arenisca, visible en la costa norte de St. Brides Bay. Tras el ordovícico lodos finos dominaron la costa norte de Pembrokeshire pero la actividad volcánica ha complicado el conjunto. Después del silúrico se formó la piedra caliza y el esquisto, visible a lo largo del sur de la península de Marloes.
Los movimientos posteriores de la Tierra, la erosión por el hielo y el agua y los cambios en el nivel del mar han afectado considerablemente lo que se puede contemplar en la actualidad.

## Historia

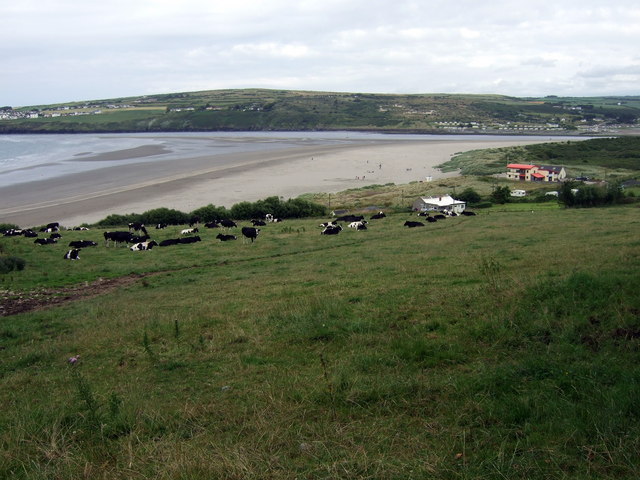
Vista de Poppit Sands, en el extremo norte del sendero

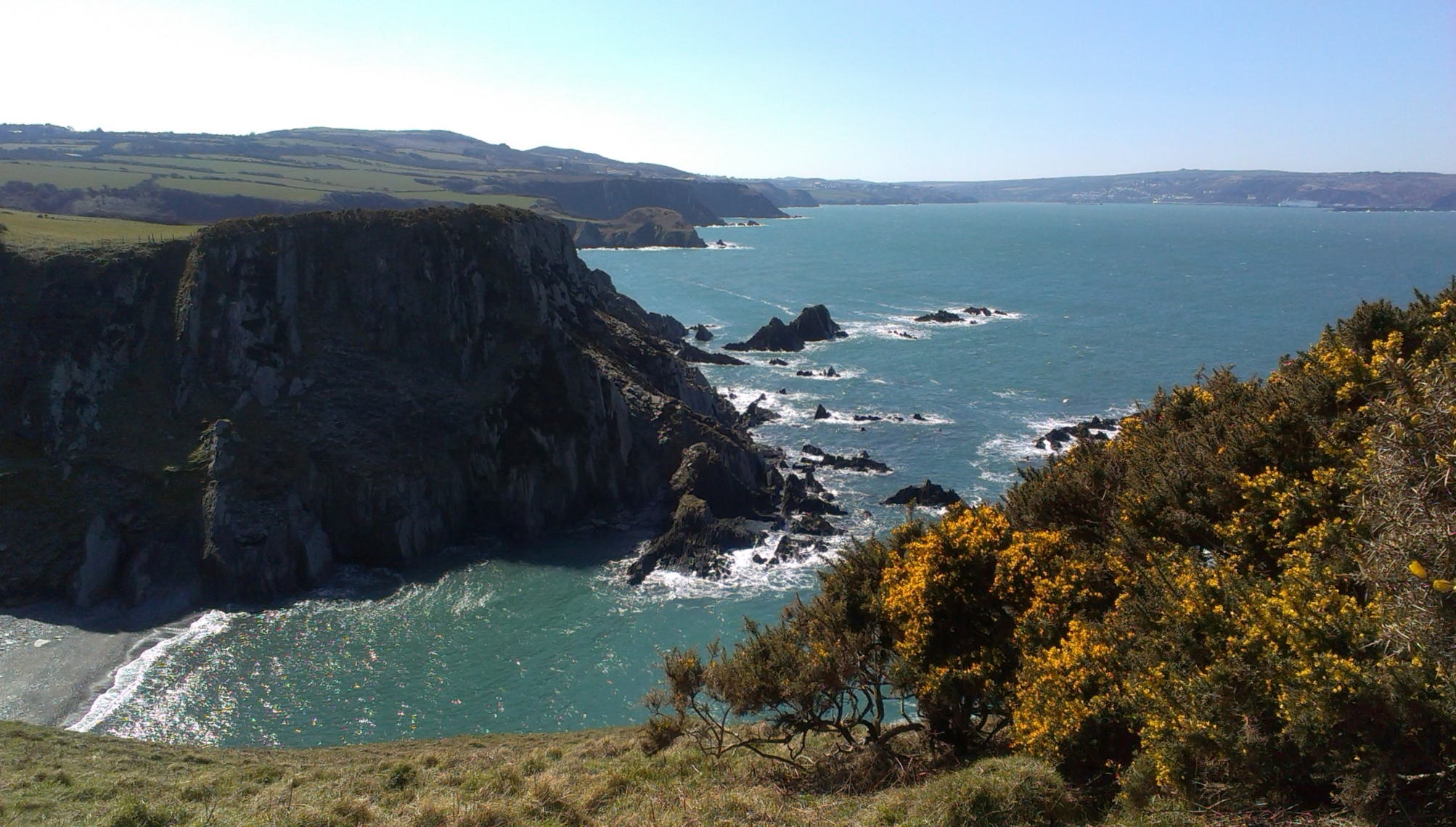
El sendero Pembrokeshire entre Pwllgwaelod y Fishguard

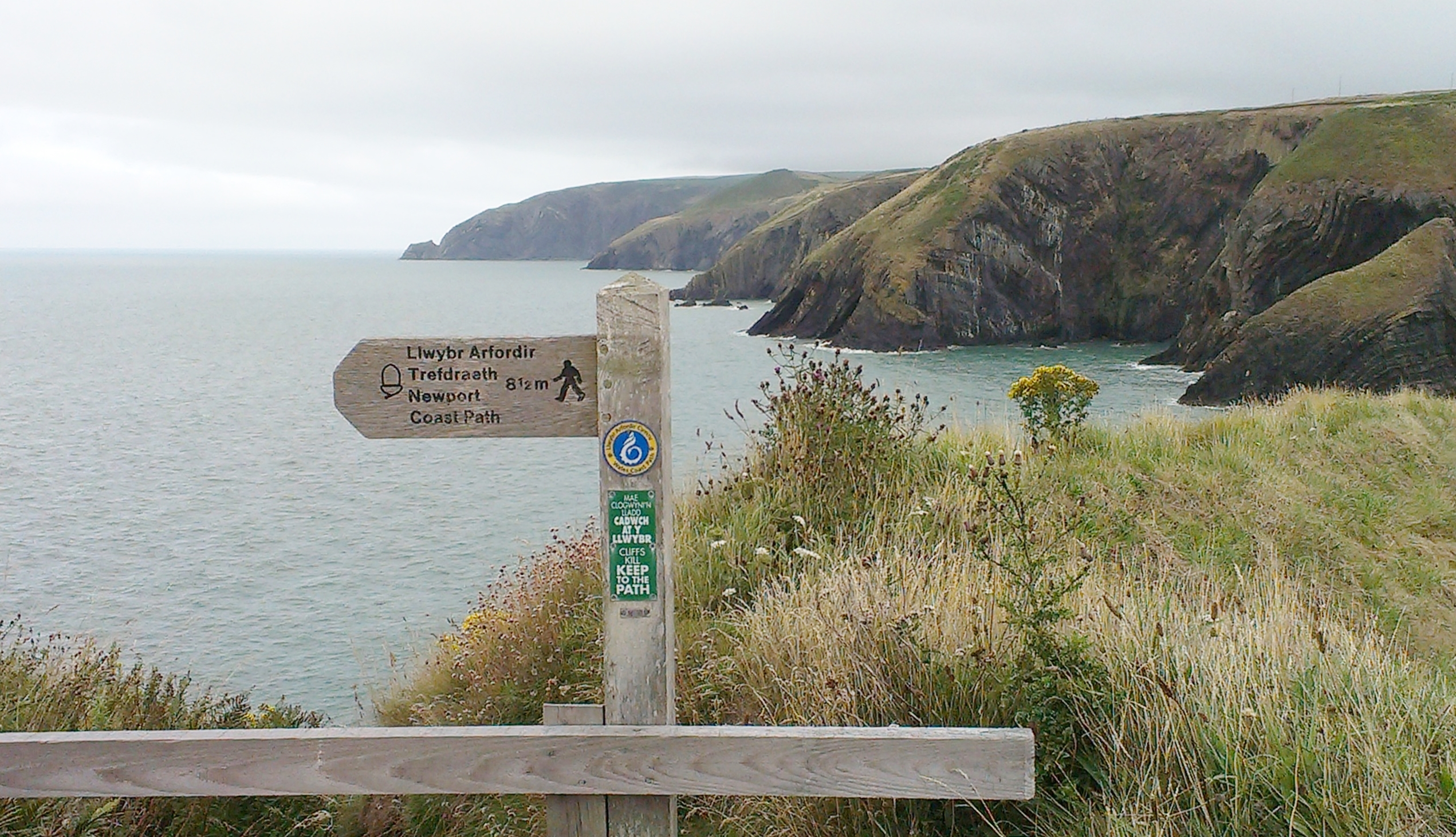
El camino cerca de Ceibwr Bay, en Cemaes Head

### Creación del sendero
A raíz de la creación del Parque nacional de la Costa de Pembrokeshire en 1952, el naturalista Welsh y el autor Ronald Lockley inspeccionaron una ruta por la costa. Pese a que había muchos pueblos y asentamientos por toda la costa, la comunicación entre estos se realizaba en gran parte por barco y el acceso a la región en general era deficiente. El informe de la  Countryside Commission en 1953 fue bien recibido y ampliamente adoptado. Algunas secciones de la caminata dispusieron de derechos de vía pero la mayoría estaban en manos privadas, lo que exigía la negociación. La mayoría de los propietarios se encontraban a favor y muchos se beneficiaron de la construcción de nuevas cercas. Incluso hoy en día, sin embargo, el camino se desvía en lugares fuera de la línea donde los terratenientes no estaban dispuestos a aceptar un nuevo trazo a través de sus tierras.
El fin de la formación de la ruta se produjo tras 17 años, incluyendo la construcción de más de 100 puentes peatonales, 479 postes y el corte de miles de pasos en tramos de fuerte pendiente o resbaladizos.
Cuando se abrió la ruta por Wynford Vaughan Thomas, el 16 de mayo de 1970, la longitud de la ruta era de 290 km pero con los años se han producido una serie de órdenes de desvío que se han extendido a su longitud actual de 299 km.

### Historia de la actividad humana
Los restos de crómlechs del neolítico y de círculos de chozas se pueden ver en el camino, al igual que evidencias de asentamientos de la Edad de Bronce, momento en el que la península estaba siendo utilizada como una conexión con Irlanda. Colonos de la Edad de Hierro, probablemente originarios de Francia, son los responsables de una serie de fortificaciones costeras en promontorios, visibles hoy en día. La evidencia de actividad humana posterior, como los castillos normandos y los asentamientos e iglesias de ermitaños, también se pueden observar. Hoy en día casi toda la tierra circundante se cultiva, y la pesca sigue desempeñando un papel, aunque menos prominente, en los asentamientos costeros.

## Flora y fauna
Durante la primavera y principios del verano la ruta muestra una gran variedad de flores silvestres costeras y hay una gran cantidad de aves. Las colonias de aves marinas anidan en los acantilados y una gran variedad de aves europeas se apoyan en las islas costeras deshabitadas que actúan como santuarios de estas, tales como Skomer, Skokholm y la isla Ramsey. Focas, marsopas y delfines a menudo se pueden observar nadando mar adentro.

## Recorridos ramales
Hay una serie de senderos más cortos muy cerca del sendero de Pembrokeshire, que a menudo llevan a los usuarios hacia su interior. Estos son:

### Cilgerran Gorge Circular Walk
Se trata de un camino de medio recorrido de 6,8 km que dura alrededor de 3 horas. Se inicia en el aparcamiento Dolbadau, Cilgerran y sigue el camino del arbolado de Wildlife Centre volviendo a través de caminos ondulantes con altibajos en la empinada Cilgerran Gorge.

### Brunel Way Walk
Consiste en una pista de 14 km con vías asfaltadas y pavimentadas que dura alrededor de 4 horas. Se inicia en el aparcamiento Brunel Quay, Neyland y termina en el condado de Hall, Haverfordwest. En el camino se pueden contemplar grandes vistas de Milford Haven y el muelle, hogar de uno de los puertos deportivos más grandes de Gales.

### Llys-y-fran Circular Walk
Es un sendero de medio recorrido de 10,5 km, de unas 3 horas de duración a lo largo de los caminos de esquisto y hierba alrededor de Llys-y-frân Reservoir y a través de Country Park.

## Premios
- En 2011, la revista National Geographic nombró a Pembrokeshire como el segundo mejor destino costero en el mundo.[12][13]

- La ruta costera pasa por todas las galardonadas playas de Pembrokeshire. Con el paso del tiempo, estos se han otorgado un total de 41 banderas azules, —13 en 2011—, 47 premios de la costa verde —15 en 2011— y 106 premios de costa —31 en 2011—.[14][15]

- En 2011 había 39 playas recomendadas por la Marine Conservation Society.

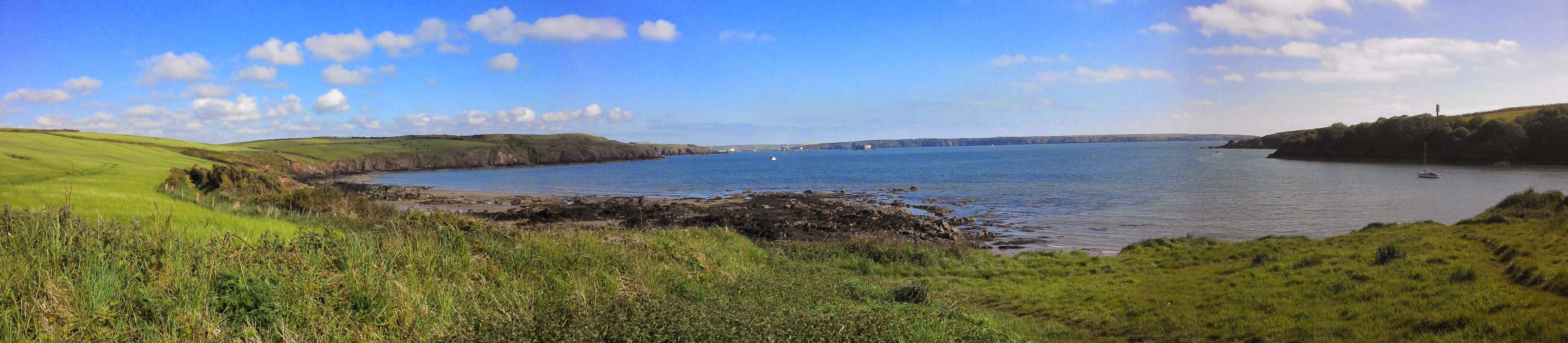
Vista panorámica de Sandy Beach Haven cerca de Milford Haven, con vistas al estuario de Cleddau